# Urethritis
Urethritis is een ontsteking van de plasbuis (urethra). Een ontsteking is niet per se hetzelfde als een infectie.
De symptomen zijn jeuk, dysurie (pijn of een branderig gevoel bij het plassen) en een etterachtige afscheiding. Meestal zijn bacteriën de oorzaak, vooral gonokokken, Chlamydia trachomatis of darmbacteriën als Escherichia coli.
Bij de diagnose wordt urethritis door de arts ingedeeld als gonokokkenurethritis (gonorroe) of niet-gonococcale urethritis (NGU), afhankelijk van de oorzaak.
Niet-gonococcale urethritis, soms ook niet-specifieke urethritis (NSU) genoemd, kan naast een infectie ook andere oorzaken hebben.